# ECONtribute
ECONtribute: Märkte und Public Policy ist ein Exzellenzcluster, der von der Deutschen Forschungsgemeinschaft (DFG) im Rahmen der Exzellenzstrategie des Bundes und der Länder seit 2019 gefördert wird. ECONtribute ist verortet unter dem Dach des Reinhard Selten Institute, einer interdisziplinären Forschungseinrichtung der Rheinischen Friedrich-Wilhelms-Universität Bonn und der Universität zu Köln. Mittelverwaltende Hochschule ist die Universität Bonn. ECONtribute ist aktuell der einzige Exzellenzcluster in Deutschland mit Fokus auf Wirtschaftswissenschaften und benachbarte Disziplinen.
Der Exzellenzcluster bringt Forscher aus der Volkswirtschaftslehre und benachbarten Disziplinen – darunter Betriebswirtschaftslehre, Psychologie, Ethik und Sozial-, Politik- und Rechtswissenschaften – zusammen. Partnerinstitutionen sind die Universitäten Bonn und Köln sowie das Max-Planck-Institut zur Erforschung von Gemeinschaftsgütern.

## Ziele
Ziel des Clusters ist es, Erkenntnisse aus der Grundlagenforschung zu nutzen, um die Analyse von Märkten und öffentlicher Politik vor dem Hintergrund grundlegender gesellschaftlicher und technologischer Herausforderungen voranzutreiben. Dazu gehören beispielsweise die Digitalisierung, globale Finanzkrisen, steigende Ungleichheit, politische Polarisierung und der Klimawandel.
 Im Mittelpunkt der Forschungsaktivitäten stehen zwei grundlegende Fragen: Inwiefern sind Politikinterventionen erforderlich, um das ordnungsgemäße Funktionieren von Märkten zu gewährleisten und unerwünschte Marktergebnisse zu korrigieren? Und wie sollte eine solche Politik gestaltet sein, um die gewünschten Ziele zu erreichen und Politikversagen zu vermeiden?

## Organisation
Den Kern des Forschungsverbundes bilden rund 150 Forscher aus den Wirtschafts-, Rechts-, Politik- und Sozialwissenschaften sowie der Psychologie und Ethik. Alle Forschungsaktivitäten werden unter dem Dach des Reinhard Selten Institute (RSI) gebündelt, das 2017 als Forschungsinstitut für Volkswirtschaftslehre zu Ehren des Nobelpreisträgers Reinhard Selten (1930–2016) gegründet wurde. Reinhard Selten ist Deutschlands einziger Nobelpreisträger in den Wirtschaftswissenschaften und arbeitete viele Jahre an der Bonner Fakultät. Gegründet wurde das Reinhard Selten Institute von zwei ehemaligen Schülern Reinhard Seltens, Benny Moldovanu und Bettina Rockenbach. Das RSI und ECONtribute haben eine gemeinsame Geschäftsführung und das Sprecherteam des Clusters gehört dem Vorstand des RSI an. Aktuell besteht das Sprecherteam des Clusters aus Thomas Dohmen, Matthias Heinz und Pia Pinger. Das Gründungssprecher-Team bestand aus Felix Bierbrauer und Isabel Schnabel.

## Partnerinstitutionen
Antragstellende Universitäten des Clusters sind die Universitäten Bonn und Köln. Das Max-Planck-Institut zur Erforschung von Gemeinschaftsgütern ist Partnerinstitution des Clusters. Der Cluster arbeitet zudem eng mit dem Zentrum für soziales und ökonomisches Verhalten (C-SEB) der Universität zu Köln, dem Bonner Laboratorium für experimentelle Wirtschaftsforschung (Bonn EconLab) und dem Kölner Laboratorium für Wirtschaftsforschung (CLER) zusammen.

## Forschung
ECONtribute will aktiv zur internationalen Sichtbarkeit des Forschungsstandortes Deutschland beitragen. Dies belegen eine Vielzahl hochrangiger Publikationen und diverse Auszeichnungen, darunter zahlreiche European Research Council Grants. Die Forschungsaktivitäten des Clusters umfassen zudem praxisorientierte Projekte, die in Zusammenarbeit mit Unternehmen, NGOs und Schulen durchgeführt werden.
Alle bei ECONtribute verwendeten Daten entsprechen den internationalen FAIR-Prinzipien. Beispiele für innovative Forschungsdatenansätze sind der GREIX (German Real Estate Index), der zusammen mit dem Kiel Institut für Weltwirtschaft unter Federführung von Moritz Schularick erhoben wird, das Zentrum für Medizinische Datennutzbarkeit und Translation unter der Leitung von ECONtribute Principal Investigator Louisa Specht-Riemenschneider sowie das ECONtribute Dataverse, ein Projekt zur Verbesserung der Auffindbarkeit und Zugänglichkeit von Forschungsdaten, das von Thomas Dohmen geleitet wird.
Neben Forschungsaktivitäten sind ECONtribute-Forscher in diversen politischen Beiräten und Gremien vertreten und haben sich aktiv bei der Bewältigung der Corona-Pandemie eingebracht.
Die Forschungsaktivitäten von ECONtribute sind in neun Schwerpunkten organisiert:
- Behavioral Foundations
- Theoretical Foundations
- Markets & Values
- Organizational Design & Behavior
- Market Design & Behavior
- Consumer Protection
- Financial Stability
- Distribution
- Political Economy

## Öffentlichkeit und Veranstaltungen
ECONtribute macht seine Forschungsergebnisse einer breiten Öffentlichkeit zugänglich. In seinem eigenen Wirtschaftspodcast gewährt der Cluster Einblicke in die Forschung. Mit dem jährlich stattfindenden Selten Salon bietet ECONtribute der interessierten Öffentlichkeit Zugang zu Themen aus der Spitzenforschung – einfach und verständlich erklärt. ECONtribute ist seit 2019 wissenschaftlicher Partner des Schulwettbewerbs YES! – Young Economic Solutions, bei dem Jugendliche in Zusammenarbeit mit der Forschung eigene Lösungen für wirtschaftliche und gesellschaftliche Herausforderungen entwickeln.

## Diversität und Gleichstellung
Ein zentrales Strukturziel des Clusters ist die Förderung von Diversität und Gleichstellung, insbesondere durch die gezielte Förderung von Frauen und anderer unterrepräsentierter Gruppen sowie die Schaffung eines vielfältigen und integrativen Umfelds. Als Anerkennung seines Engagements für die Gleichstellung am Arbeitsplatz erhielt ECONtribute 2019 den Jenny-Gusyk-Preis der Universität zu Köln. Ein wichtiges Ziel des Clusters ist es zudem, den Pool von Nachwuchswissenschaftler aus unterrepräsentierten Gruppen zu vergrößern. Zusammen mit den Universitäten Bonn und Köln organisiert der Cluster beispielsweise Veranstaltungen wie den Girls’ Day, um das Interesse an wirtschaftswissenschaftlicher Forschung bereits in der Schulzeit zu wecken. ECONtribute ist außerdem Partner der Initiative Klischeefrei und setzt mit seiner öffentlichen Vortragsreihe ReStart einen besonderen Fokus auf Gleichstellungsthemen.

## Young ECONtribute Program
Im Bereich der Förderung junger Wissenschaftler bietet der Cluster mit dem Young ECONtribute Program (YEP) Promovierenden die Möglichkeit, an Clusterthemen zu forschen. Es ist in ein zweistufiges Doktorandenprogramms integriert, das von der Bonn Graduate School of Economics (BGSE) und der Cologne Graduate School (CGS) getragen wird. ECONtribute schafft so ein attraktives Forschungsumfeld für Promovierende und Post-Doktorand, bietet Finanzierungsmöglichkeiten und ein breites Netzwerk sowohl im akademischen als auch im politischen Bereich. Darüber hinaus unterstützt das YEP den Übergang von der Promotion zu Karrierewegen innerhalb und außerhalb der Forschung.